# Пашкевич, Владимир Андреевич
Владимир Андреевич Пашкевич (8 (20) августа 1844 — 1930, Ленинград) — артиллерии генерал-майор Российской императорской армии, видный военный педагог, ученый и изобретатель в области артиллерийской науки, писатель (псевдоним — В. А. П.) и переводчик.
Представитель русской научной баллистической школы. Родоначальник новой области науки в России — экспериментальной аэродинамики. Ординарный профессор Михайловской Артиллерийской академии, член Конференции Академии, штаб-офицер, заведовавший обучающимися в Академии офицерами. Штатный преподаватель (внутренняя баллистика и математика) Михайловской Артиллерийской академии и Михайловского Артиллерийского училища. Совещательный член Артиллерийского комитета Главного артиллерийского управления (ГАУ) Военного министерства и Артиллерийского отделения Морского технического комитета Морского министерства.

## Биография
Из дворян Киевской губернии, православный. Потомственный артиллерист. В службу вступил экстерном во Владимирский Киевский кадетский корпус (23.08.1860); переведён юнкером Михайловского артиллерийского училища (27.06.1862); произведён портупей-юнкером (15.05.1863); выпущен подпоручиком, с назначением в 12-ю артиллерийскую бригаду (12.06.1863); зачислен в нарезную легкую № 5 батарею, с прикомандированием к Киевской крепостной артиллерии (13.06.1863); переведён в роту № 1 Киевской крепостной артиллерии (22.02.1864).
Отправлен в С.-Петербург для сдачи приемного экзамена в Михайловскую артиллерийскую академию (16.06.1865); прибыл (23.06.1865); произведён поручиком (25.08.1865); выдержав экзамен, прикомандирован для обучения к Академии (13.09.1865); распоряжением начальства, переведён в штат батарейной батареи 11-й артиллерийской бригады, с оставлением при Академии (21.06(07).1866); пожалован штабс-капитаном (29.08.1867); по окончании полного курса наук, выпущен по 1-му разряду, зачислен по полевой пешей артиллерии, с прикомандированием к Михайловской артиллерийской академии и Училищу (16.04.1868).
Назначен репетитором той же Академии и Училища (28.04.1868) и, в том же — 1868, делопроизводителем 1-го отдела Артиллерийского комитета Главного артиллерийского управления. Таким образом, Пашкевич сразу же по окончании Академии смог заниматься вопросами артиллерийской науки, которой он заинтересовался. Переведён поручиком по гвардейской пешей артиллерии и с оставлением при Академии (24.05.1869); пожалован гвардии штабс-капитаном (30.08.1870).
На заседании Конференции Михайловской артиллерийской академии 31 октября (12 ноября) 1871 прочитал пробную лекцию по артиллерии и баллистике, где впервые высказал идею создания аэродинамической трубы для экспериментов с артиллерийскими снарядами и предложил её проект. Утверждён в должности штатного военного преподавателя Академии и Училища (19.11.1871); пожалован гвардии капитаном (8.04.1873). Назначен библиотекарем Академии и Училища, с оставление в должности штатного военного преподавателя оных (23.03.1875); пожалован гвардии полковником (16.04.1878).
Назначен штаб-офицером, заведовавшим обучающимися в Академии офицерами, с оставлением в должности штатного военного преподавателя Академии и Училища, и по гвардейской пешей артиллерии (15.01.1879).
Назначен совещательным членом Артиллерийского отделения  Морского технического комитета, с оставлением во всех должностях, занимаемых им в Академии и Училище (27.10.1881). Артиллерийское отделение Морского технического комитета ведало: составлением «подробных соображения» об артиллерийском вооружении вновь строящихся судов; составлением (или рассмотрением присланных из портов) проектов создания или усовершенствования артиллерийского вооружения, боеприпасов и артиллерийских принадлежностей, инструкций и правил для их приемки от заводов-изготовителей; составлением проектов программ артиллерийских опытов, артиллерийских таблиц для руководства при стрельбе и применения артиллерийских припасов; наблюдением за организацией и деятельностью Артиллерийского офицерского класса, Учебно-артиллерийского отряда (1867—1879) и научно-технической лабораторией морского ведомства (с декабря 1908 — руководством Комиссией морских артиллерийских опытов и Корпусом морской артиллерии (с мая 1885)); разрешением всех прочих вопросов по технической части морской артиллерии.
Утверждён в должности адъюнкт-профессора Михайловской артиллерийской академии (2.07.1882). Назначен членом Конференции Академии (27.03.1884). Назначен совещательным членом Артиллерийского комитета при Главном артиллерийском управлении Военного министерства (6.05.1890), с оставлением в должностях штаб-офицера, заведывающего обучающимися офицерами в Михайловской артиллерийской академии и адъюнкт-профессора Академии, и по гвардейской пешей артиллерии.  Артиллерийский комитет при ГАУ (1862—1919) был создан для разработки и обсуждения вопросов и предложений, относящихся к теории, технике и практике артиллерии и вооружения русской армии. Осуществлял также руководство исследованиями и опытами по вопросам артиллерийского вооружения. Рассматривал изобретения, предложения и усовершенствования в области артиллерии; вел разработку и обсуждение уставов и руководств, наставлений, программ и инструкций по артиллерии, вопросов артиллерийского образования. В последний период своего существования разрабатывал вопросы химической защиты войск РККА (с 05.06.1918). Ликвидирован в конце 1918 — начале 1919.
Высочайшими приказами утверждён в звании экстраординарного профессора Академии (21.08.1890) и ординарного профессора Академии (23.12.1890), с оставлением в занимаемых должностях. С 30 августа (11 сентября) 1891 пожалован ген.-майором, с отчислением от должности заведующего обучающимися в Академии офицерами, с зачислением по полевой пешей артиллерии, и с оставлением в прочих должностях и званиях при Академии и Училище. 6 (18) декабря 1891, на церковном параде гвардейских частей, представлялся Александру III в генеральском чине. 11 (23) ноября 1892 уволен от службы, по домашним обстоятельствам, с мундиром и пенсией.
В отставке продолжал заниматься вопросами артиллерийской науки и баллистики, издавать военно-научные труды. После Октябрьской революции 1917 года работал совещательным членом в Петроградской комиссии особых артиллерийских опытов Артиллерийского комитета Главного артиллерийского управления (КОСАРТОП), организованной постановлением Военно-законодательного совета РККА от 18.12.1918 г., под председательством В. М. Трофимова, возглавлявшего её с 1918 по 1926. Являлся персональным пенсионером республиканского значения РСФСР.

### Особые поручения
- По высочайшему повелению, командирован в Бельгию и Англию для знакомства с устройством и работой хронографа (прибор для измерения давления пороховых газов и измерения скорости снаряда, применяемый в баллистике) капитана английской службы У. Нобеля (08.05.1873-23.08.1873);
- По распоряжению товарища генерал-фельдцейхмейстера командирован в Германию на завод Фридриха Круппа для инспекции и выяснения различных вопросов, касающихся изготовления по заказу Российского правительства дальнобойных стальных полевых орудий (14.11.1877-2.12.1877);
- С Высочайшего соизволения, командирован на завод Ф. Круппа для присутствия на испытаниях дальнобойной артиллерии (1.06.1879-29.09.1879);
- С Высочайшего соизволения, командирован в Европу с научной целью (25.04.1880-1.10.1880).

### Награды
- Святая Анна 3 степени (28.03.1871);
- Святой Станислав 2 степени (30.03.1875);
- Святая Анна 2 степени (30.08.1878);
- Святой Владимир 4 степени (30.08.1881);
- Святой Владимир 3 степени (30.08.1884);
- Знак отличия за окончание курса наук в Михайловской артиллерийской академии.

Конференцией Михайловской Артиллерийской академии удостоен:
- Золотой медали (2-я михайловская академическая премия) за рецензию курса Внутренней баллистики П. М. Альбицкого (31.01.1874);
- Михайловской академической премии (1-я михайловская академическая премия) за статью о сопротивлении артиллерийских орудий (10.01.1877).

### Научная деятельность
Ученик и помощник профессора Михайловской артиллерийской академии, чл.-корр. Академии наук, генерала от артиллерии Н. В. Маиевского. Основным направлением деятельности Пашкевича была работа по проектированию и испытанию нарезных артиллерийских систем. Много занимался вопросами внешней и внутренней баллистики, изучением материальной части артиллерии. Занимаясь конструированием орудийных стволов, дал ряд исследований по теории скреплений (теория сопротивления стен орудий). Автор учебников по курсам артиллерии и баллистики для Генерального штаба, Михайловской артиллерийской академии и Училища, Николаевской инженерной академии и Училища, а также для военных училищ по устройству артиллерии и ручного оружия. Вскоре после того, как Пашкевич возглавил преподавание внутренней баллистики в Академии, им был написан курс этого предмета. Переведённый в 1892 году на английский язык в Вашингтоне, он получил широкую известность за границей. Особый интерес представляла экспериментальная часть, служившая на протяжении нескольких десятилетий руководством в Михайловской артиллерийской академии. Кроме отдельных изданий, его работы на протяжении многих лет публиковались в «Военном сборнике», «Морском сборнике», «Артиллерийском журнале», «Военной библиотеке» и др. изданиях. Публиковал переводы иностранных авторов по военным наукам и истории военного дела. Научные труды Пашкевича выдвигались на соискание премии Михайловской артиллерийской академии и премии имени А. В. Дядина, установленной в честь этого крупного русского артиллериста первой половины XIX в. и присуждавшаяся за выдающиеся работы в области артиллерийской науки и техники.
Автор ряда изобретений, усовершенствований и оригинальных опытов в области военных и смежных наук. В 1873 по его проекту, предложенного в заседании Конференции Михайловской артиллерийской академии в 1871 году, с.-петербургским «Механическим заведением на устройство телеграфов, астрономических, математических и физических инструментов» , в двух вариантах построена первая в России аэродинамическая труба с прототипом современных аэродинамических весов (Аэродинамическая труба для артиллерийских снарядов В. А. Пашкевича), на которой в течение 1873-1874 он проводил эксперименты по исследованию вопросов баллистики стрельбы для продолговатого вращающегося снаряда из нарезных орудий. Описание построенной Пашкевичем аэродинамической трубы и опытов в ней с моделями продолговатого артиллерийского снаряда было опубликовано в 1878 и вызвало широкий интерес в среде специалистов. В начале 1879 работа Пашкевича была выдвинута на соискание премии А. В. Дядина. Специальная комиссия (от Академии наук – П. Л. Чебышев и А. В. Гадолин, от Артиллерийского комитета ГАУ – А. Ф. Ферсман и А. М. Беляев, от Михайловской Артиллерийской академии – Н. В. Маиевский и Л. Л. Кирпичев) признала чрезвычайную важность работы и рекомендовала правительству выделить Пашкевичу необходимые средства для продолжения опытов над сопротивлением воздуха на артиллерийские снаряды. Основываясь на мнении столь авторитетной комиссии, военное ведомство выделило Пашкевичу средства для продолжения экспериментов и постройки аэродинамической трубы третьего образца, которая была готова к декабрю 1882 года и установлена в литейном гильзовом отделе С.-Петербургского патронного завода. Однако, материалы об опытах Пашкевича по изучению сопротивления воздуха движению твердых тел и снарядов с различными очертаниями головной части, что он намеревался осуществить при помощи третьего образца своей трубы, не обнаружены. Тем не менее, Пашкевич, положивший начало опытам по измерению сопротивления снарядов, обтекаемых искусственным потоком воздуха, стал родоначальником в России новой отрасли прикладной науки – экспериментальной аэродинамики, т. е. на четверть века ранее того, как К. Э. Циолковский, считающийся её основоположником, дал описание своей аэродинамической трубы, и на тридцать лет раньше постройки Н. Е. Жуковским аэродинамической трубы для аэродинамической лаборатории при механическом кабинете Московского у-та.
Последним его изобретением на службе стал «Дальномер для полевой пешей артиллерии системы ген.-майора Пашкевича», опыты с которым были закончены в 1891 году, а в 1892 Артиллерийским комитетом ГАУ рассмотрены отчеты об испытаниях в гвардейской пешей артиллерии.

#### Публикации и переводы
- Пашкевич В. А. Об орудиях и снарядах, принятых и испытанных в нашей полевой артиллерии: Прил. от пер. [к ст. "Употребление артиллерии в полевой войне"]. – СПб.: тип. т-ва «Обществ. польза», 1871.
- Употребление артиллерии в полевой войне: (Из прусской карман. справ. книжки для полевой артиллерии 1868 г.) / [Пер. с нем. В. Пашкевич]. – СПб.: тип. т-ва «Обществ. польза», 1871.
- О глазомерной оценке расстояний: [Ст.] из Archiv für die Offiziere etc. 1870. Band. 67. Heft. 1 / [Пер. с нем. В. Пашкевич]. – СПб.: тип. т-ва «Обществ. польза», 1871.
- Пашкевич В. А. О дальномерах. (С чертежами). // «Военный сборник», 1873. №№ 4, 5 и 6.
- Нобль А., Эйбл Ф.О. Действие воспламененного пороха: Исследование взрывчатых составов / Пер. с англ. В.А. Пашкевича. – СПб., 1878.
- Краткое руководство артиллерийской службы с полевыми орудиями образца 1877 г. Издано по распоряжению Гл. арт. упр., под общей редакцией ген.-майора Беляева. Отд. III. Лабораторная часть лёгких и конных орудий. (77 чертежей). Составили полковники Матюкевич, Дмитровский, Пашкевич и капитан Буякович.  – СПб.: тип. «Артил. журнала», 1878.
- То же – Отдел IV. Лёгкие и конные пушки. (3 чертежа и 4 политипажа). Сост. плк. Пашкевич.
- То же – Отдел IX. Обращение со стальными полевыми пушками. (2 чертежа). Сост. плк. Пашкевич.
- Пашкевич В. А. Курс артиллерии. Устройство артиллерии и ручного оружия: Сост. для воен. уч-щ В. Пашкевич. – СПб.: тип. и хромолит. А. Траншеля, 1881.
- Пашкевич В. А. Курс артиллерии: Стрельба из артиллерийских орудий и ручного оружия: Сост. для Михайлов. арт. уч-ща В. Пашкевич. – СПб.: тип. Э. Арнгольда, 1882.
- Пашкевич В. А. Об употреблении таблиц стрельбы различного рода выстрелами из крепостных, осадных и полевых орудий. – СПб., 1884.
- Пашкевич В. А. Курс артиллерии: Устройство и употребление артиллерии и ручного оружия: По программам для поступления в академии: Артиллерийскую, Инженерную и Ген. штаба и для воен. уч-щ сост. В. Пашкевич. Ч. 1-2. – СПб.: тип. Э. Арнгольда, 1885-1886; 2-е издание – 1888-1889; 3-е издание – 1903.
- Пашкевич В. А. Собрание формул для расчета упругого сопротивления орудий продольному разрыву: Коэффициент упругости всех слоев орудия считается постоянным. – СПб.: тип. «Арт. журн.», 1891.
- Пашкевич В. А. Интегрирование уравнения колебательного движения стены артиллерийского орудия, подвергнувшегося удару пороховых газов // Морской сборник. 1911. № 5. С. 149-172; № 6. С. 95-135.
- Пашкевич В. А. О колебательном движении стены артиллерийского орудия при постоянном давлении // Морской сборник. 1911. № 9. С. 111-127.
- Пашкевич В. А. Определение колебательного движения стены цилиндра, подвергнувшегося удару пороховых газов постоянного напряжения; Численные применения к артиллерийским орудиям: с чертежами. – СПб.: Тип. Мор. м-ва, 1912.
- Пашкевич В. А. О дальномере для полевой артиллерии [Текст]. - [Б. м.] : [б. и.], [19--].

### Отставка
Неожиданная отставка В. А. Пашкевича с военной службы связана с обвинением в ростовщичестве. Получив в 1889 году от умершего брата – Александра, наследство в сумме 22 тыс. руб., в течение 1890-1892 годов Пашкевич выдавал вексельные займы под 36% годовых разным лицам, среди которых были служащие железных дорог, с.-петербургские домовладельцы, театральные антрепренеры и др. Ссуды выдавались при участии его супруги, желавшей обеспечить детей, которая вела дела с факто́рами, выступавшими в качестве официальных займодавцев, бравших за свои услуги 5% комиссии. В 1892 правительством были приняты специальные правила в отношении практики кредитования по завышенным процентам, подлежащей преследованию как ростовщичество. Максимальная процентная ставка кредитования, отмененная в 1879 году, высочайшим манифестом (законом) от 18 июня 1893, была вновь установлена в размере 12% годовых. Ещё до вступления закона в силу «до сведения полицейских властей неоднократно доводилось, что полковник Пашкевич организовал у себя довольно обширные операции выдачи денежных ссуд под очень высокие проценты». После вступления закона в силу Пашкевич продолжал взимать долги по исполнительным листам, выданным до вступления закона в силу, по старым «ростовщическим» процентам. Против Пашкевича было возбуждено многолетнее уголовное следствие по 17-ти эпизодам ростовщичества. В течение 12-14 декабря 1897 года во 2-м уголовном департаменте С.-Петербургского окружного суда, с участием присяжных заседателей, слушалось дело Пашкевича о ростовщичестве, вызвавшее большой общественный резонанс. На основании вердикта присяжных, суд вынес обвинительный приговор. Пашкевича приговорили к 2-х летней ссылке в Архангельскую губернию, с лишением всех особенных прав и преимуществ. Сам отставной генерал виновным себя не признал, заявив в судебном заседании, что закон обратной силы не имеет, что он уже «достаточно наказан и обществом, окрестившим названием ростовщика, и окончанием служебной карьеры»
Присяжный поверенный Пашкевича – А. П. Нестор, подал кассационную жалобу в Сенат, которая 30 января 1898 была рассмотрена Уголовным кассационным департаментом. Сенат согласился с доводами защиты, что закон обратной силы не имеет, а потому взыскание по исполнительным листам, выданным хотя бы и с начислением по долговым обязательствам «ростовщических», по настоящему времени, процентов, признается законным. Затем Сенат, не находя никаких оснований к тому, чтобы заявление защитников Пашкевича о применении к Пашкевичу Всемилостивейшего манифеста 14 мая 1896 года осталось без последствий, передал дело в С.-Петербургский окружной суд, для применения к Пашкевичу манифеста. Дело Пашкевича о ростовщичестве стало прецедентным.

## Семья
- Отец – Андрей Ильич Пашкевич, полковник (при отставке) полевой пешей артиллерии, командир подвижного № 3-го (киевского) арсенала, георгиевский кавалер, изобретатель. Воспитанник 2-го кадетского корпуса в С.-Петербурге, выпущен 18 (30) декабря 1828 прапорщиком в полевую артиллерию и определён офицером 11-й арт. бригады. Последовательно служил в той бригаде, в 6-й, 8-й, 16-й и 15-й полевых арт. бригадах; подпоручик (09.01.1832; старшинство с 10.10.1831), поручик (23.07.1834), штабс-капитан (30.03.1842). В апреле 1847 назначен состоять по артиллерии, затем переводится в штабс-капитаны 15-й арт. бригады, в апреле 1848 вновь назначен состоять штабс-капитаном по артиллерии; произведён в капитаны 3 (15) июля 1849 и назначен командующим запасной № 7-го батареей 7-й полевой арт. бригады. С той должности и в том чине, 23 ноября (5 декабря) 1853 назначен командиром подвижного № 3-го (киевского) арсенала и состоял в той должности до отставки: высочашим приказом от 17 (29) апреля 1865 производится, по артиллерии, состоящий по полевой пешей артиллерии подполковник Пашкевич, в полковники, с увольнением от службы, с мундиром и с пенсионом полного оклада.

Подвижные арсеналы – артиллерийские части вспомогательного назначения, учреждённые в России в 1808 дополнительно к местным арсеналам, для выполнения быстрого ремонта и исправлений орудий и принадлежностей полевой и осадной артиллерии действующей армии в полевых условиях на театрах военных действий. В России было всего три подвижных арсенала: С.-Петербургский № 1, Брянский № 2 и Киевский № 3. В ходе военной реформы 1860-х подвижные арсеналы в 1865 были упразднены и им на смену пришли подвижные артиллерийские мастерские. В ноябре 1853 подвижной № 3-го арсенал квартировал в Тирасполе. Под командой капитана А. И. Пашкевича состоял при Южной армии и участвовал в Дунайской кампании 1854 года Восточной (Крымской) войны (1853-1856) в Молдавии и Валахии. С 19 ноября (1 декабря) 1854 А. И. Пашкевич произведён, за отличие, в подполковники, с оставлением в должности. После окончания Крымской войны подвижной № 3-го арсенал перевели на мирное положение, с причислением к Киевскому местному арсеналу, с квартирами в изначальном месте дислокации – Киеве.
Полковник А. И. Пашкевич имел: орд. Св. Станислава 3 ст. (20.04.1838); орд. Св. Георгия 4 ст. за 25 лет беспорочной в офицерских чинах службы (пожалован 26.11.1855; указ от 25.12.1855); з. о. «Беспорочная служба XX» (22.08.1851), «Беспорочная служба XXV» (22.08.1858); светло-бронзовая медаль «В память войны 1853-1856», на Георгиевской ленте (26.06.1856).
Определением Правительствующего Сената от 21 мая (2 июня) 1852 за № 4858, капитан Пашкевич Андрей Ильин с детьми: Владимиром, Александром и Ольгой, внесён во II ч. ДРК Киевской губ.  Кроме указанных, имел младшую дочь – Евгению.
Учитывая опыт Крымской войны и «имея в виду подтвержденные опытом неудобства и весьма важные недостатки нашей старой парковой повозки», по окончании войны генерал-фельдцейхместер приказал построить в Киевском арсенале, для сравнительного испытания: «повозку немецких колонистов Таврической губернии и повозку, проектированную командиром подвижного № 3-го арсенала подполковником Пашкевичем». Кроме того, для испытаний была куплена английская парковая повозка. При сравнительных испытаниях этих трех образцов повозок ни один их них не был признан удовлетворительным для армейских нужд. По приказу генерал-фельдцейхмейстера, Артиллерийский комитет продолжил работы по созданию для подвижных парков новой повозки, образец которой был утверждён Приказом по артиллерии от 4 (16) августа 1862 за № 62. Несмотря на отказ принять на вооружение усовершенствованную им повозку, Пашкевич 19 июня (1 июля) 1856 подал в Департамент сельского хозяйства М-ва государственных имуществ прошение о выдаче ему 10-летней привилегии (патента) «на изобретенную им повозку». 19 ноября (1 декабря) 1858 Департаментом мануфактур и торговли М-ва финансов выдана ему 10-летняя привилегия «на устройство передка в повозке для разного рода тяжестей». По-видимому, его «повозка Пашкевича», в заседании от 26 октября (7 ноября) 1862 совета Императорского Московского о-ва сельского хозяйства, рассматривавшего вопрос «об улучшенных перевозочных средствах», была выписана для полевых испытаний на хуторе общества, куда и доставлена в апреле 1863. Умер между 1869 и 1872.
- Брат – Александр Андреевич Пашкевич, инженер путей сообщения, надворный советник и кавалер. В 1872 окончил курс Института инженеров путей сообщения имп. Александра I. Определён на службу в ведомство М-ва путей сообщения и с 13 (25) июня 1872 утверждён в чине коллежского секретаря, по званию гражданского инженера[20]. Служил на Кавказе: делопроизводителем чертежной части Управления путей сообщения на Кавказе; начальником 3-й дистанции 1-го отделения того же управления; инженером VII класса для особых поручений и выполнения отдельных работ при Центральном управлении (Правлении) Кавказского округа путей сообщения; титулярный советник (13.06.1875)[21], коллежский асессор (13.06.1878)[22], надворный советник (13.06.1882)[23].  С 6 (18) февраля 1884 причислен к министерству на один год[24]. С 21 марта 1884 уволен в отпуск на два месяца в разные губернии. С 7 (19) октября 1884 уволен в О-во Закавказской железной дороги на три года, с зачислением по спискам министерства[25]. С 23 ноября (5 декабря) 1887 уволен от службы, согласно прошению, с мундиром[26]. Высочайшим указом от 1 (13) апреля 1876, по представлению Его Императорского Высочества главнокомандующего Кавказской армией, о ревностной и полезной службе делопроизводителя чертежной части Управления путей сообщения на Кавказе, инженер коллежского секретаря Александра Пашкевича, пожалован орд. Св. Станислава 3 ст.  Умер не позднее 1889, завещая старшему брату – Владимиру, наследство в сумме 22 тыс. руб. ассигнациями.
- Сестра – Ольга Андреевна Пашкевич, учительница истории. Определением совета Императорского Университета Св. Владимира в Киеве от 2 (14) декабря 1866, признана успешно сдавшей «общее специальное испытание» (экзамен) на звание домашней учительницы, по предмету – история; 23 марта (4 апреля) 1867 ей выдано свидетельство Университета Св. Владимира на звание домашней учительницы, по предмету истории, подписанное от 17.03.1867 за № 1375 управляющим Киевским учебным округом.
- Cестра – Евгения Андреевна Пашкевич, девица. В 1872 показана восприемницей при крещении своего племянника – Андрея Владимировича Пашкевича.
- Жена – вдова Эмма Готфридовна Булле, лютеранского исповедания, имевшая от первого брака с Булле двух дочерей.
- Сын - Андрей Владимирович Пашкевич (22.10.1872[27]/25.10.1872[28] — не ранее 1917) — подполковник запаса артиллерийского ополчения Петербургской губернии, музыкант-любитель. Родился в С.-Петербурге, крещён 29.10.1872 там же. Восприемники: штабс-капитан Михайловской артиллерийской Академии и Училища, а впоследствии генерал от артиллерии Н. П. Потоцкий, и родная тётка — девица Евгения Андреевна Пашкевич, дочь умершего отставного полковника. Воспитанник Александровского кадетского корпуса (1891) и Михайловского артиллерийского училища (1894). Выпущен 8 (20) августа 1894 из юнкеров подпоручиком, со старшинством с 4.08.1892, Выборгской крепостной артиллерии, Финляндского военного округа, где и служил с 1894 по 1907: 13 (25) июля 1897 — поручиком, со старшинством с 4.08.1896; 28 августа (10 сентября) 1900 — штабс-капитаном, со старшинством с 4.08.1900; 19 ноября (2 декабря) 1906 — капитаном, со старшинством с 4.08.1904. С 26 июля (8 августа) 1907 из капитанов Выборгской крепостной артиллерии переводится в Главное артиллерийское управление Военного м-ва, с зачислением по полевой пешей артиллерии и назначением на должность помощника столоначальника. Пожалован орд. Св. Станислава 3 ст. (6.12.1899), орд. Св. Анны 3 ст. (6.12.1907). С 20 июня (3 июля) 1909 переводится обратно в Выборгскую крепостную артиллерию; с 14 (27) октября 1909 уволен, по домашним обстоятельствам, подполковником и с зачислением в артиллерийское ополчение, по Петербургской губернии. После отставки жил в С.-Петербурге, преподавал уроки музыки. Там же — в Выборге, женился на купеческой девице Марии Фёдоровне Аленевой, дочери выборгского купца Фёдора Николаевича Аленева и Марии Максимовны Аленевой. Их дочери: Ксения, Ирина.
  - Внучка – Ксения Андреевна Пашкевич (22.08.1898—?). Родилась и крещена в Выборге. Восприемники: поручик Выборгского пехотного батальона Николай Николаевич Матвеев (5.03.1867-16.10.1914)[29]  и жена выборгского купца Ф. Н. Аленева М. М. Аленева. В Выборгской гарнизонной Петропавловской церкви[30].
  - Внучка – Ирина Андреевна Пашкевич (16.04.1900—?). Родилась и крещена в Выборге. Восприемники: выборгский купец Ф. Н. Аленев и дочь выборгского купца Ф. Н. Аленева девица Надежда Федоровна Аленева. В Выборгской гарнизонной Петропавловской церкви[31].
- Дочь — Зинаида Владимировна Пашкевич (29.09.1877—не позднее 1887), умерла в детстве[32]. Родилась и крещена в С.-Петербурге. Восприемники: начальник капсюльного отделения Патронного завода, гвардейской конной артиллерии капитан Пётр Иванович Димитровский и жена аптекаря 1-го военного сухопутного госпиталя Мария Федоровна Вейнберг[33].
- Дочь — Валентина Владимировна Пашкевич (9.11.1878—не ранее 1917), девица. Родилась и 3.01.1879 крещена в С.-Петербурге. Восприемники: артиллерии генерал-майор, а впоследствии генерал-лейтенант Александр Александрович фон Гаген, и гамбургская подданная Арина Липинская[34]. На 1.01.1917 г. жила в С.-Петербурге вместе с младшей сестрой – Валерией.
- Сын — Анатолий Владимирович Пашкевич (14.06.1883—не ранее 1894). Родился и 9.10.1883 крещен в С.-Петербурге. Восприемники: профессор Михайловской артиллерийской академии, генерал-майор, а впоследствии генерал от артиллерии В. Л. Чебышев и преподавателя той же академии штабс-капитана, а впоследствии генерал-лейтенанта П. А. Шиффа, жена его Вера [Иосифовна] Шифф[35].  По-видимому, умер в юношестве.
- Дочь – Валерия Владимировна Колосовская (1888—после 1917)[32]. С 30 апреля (13 мая) 1917[36] в возрасте 29 лет вышла замуж за чиновника Батумской таможни Валериана Владимировича Колосовского (1885-после 1917), прикомандированного к Обуховскому сталелитейному заводу в качестве артиллерийского браковщика Морского м-ва. Поручители жениха: артиллерийский приемщик при Главном корабельном управлении, капитан 2-го ранга Р. И. Горленко[37] и крестьянин деревни Смирновки Харьковской губернии Владимир Зиновьевич Максименко; невесты: бывший студент Петроградского у-та Василий Васильевич Коровин и подпоручик Виктор Владимирович Колосовский.
- Падчерица — Эмилия-Ольга Булле, в замужестве Тухина (11.12.1865-не ранее 1894), лютеранского, а на дату замужества православного исповедания. С 28 апреля (10 мая) 1885[38] вышла замуж за служащего в Главном казначействе М-ва финансов младшим помощником бухгалтера, не имеющего чина 24-летнего дворянина Алексея Григорьева Тухина, его первая жена. Поручители жениха: титулярный, а впоследствии коллежский советник того же ведомства Михаил Андреевич Михайлов (1852-6.10.1904)[39] и старший помощник бухгалтера Главного казначейства коллежский регистратор В. Ф. Осипов[40]; по невесте: помощник старшего адъютанта штаба окружного артиллерийского управления Туркестанского военного округа, капитан артиллерии, а впоследствии генерал от артиллерии Н. И. Булатов и аптекарь Александр Александрович Липинский.
  - Зять – А. Г. Тухин (1861-не ранее 1918), коллежский советник и кавалер. Сын чиновника канцелярии Главного казначейства, коллежского секретаря (12.01.1859)[41]  Г. П. Тухина[42], в результате реформы финансового ведомства, оставшегося за штатом и с 1 (13) апреля 1864 уволенного от службы в том же чине[43]. Мать – София Алексеевна, помощница надзирательницы лазарета училища Смольного ин-та. Образование – неполный курс Сиротского ин-та императора Николая I в Гатчине. С 25 сентября (7 октября) 1880 определён в службу канцеляристом Главного казначейства[44]; младший помощник бухгалтера (1884-1888), старший помощник бухгалтера (1888-1892), бухгалтер (1892-1918)[45] Главного казначейства; коллежский регистратор (25.09.1884), губернский секретарь (25.09.1887), коллежский секретарь (25.09.1890), титулярный советник (25.09.1893), коллежский асессор (25.09.1896), надворный советник (25.09.1900). В том чине и в той должности, с 26 марта (8 апреля) 1914 назначен, по ведомству учреждений императрицы Марии, почётным членом Петроградского совета детских приютов, с оставлением в занимаемой должности[46]. В том звании и должности – почётного члена Петроградского совета детских приютов, и по тому же ведомству учреждений имп. Марии, в 1915 произведён, за выслугу лет, в коллежские советники, со старшинством с 26.03.1914[47], и оставлением по Главному казначейству. Был награжден орд. Св. Станислава 3-й и 2-й ст., двумя памятными медалями и з. о.

От первого брака с Э.-О. Булле (Пашкевич) сын – Николай Алексеевич Тухин (1887-23.11.1910), подпоручик Корпуса военных топографов. Окончил курс С.-Петербургского 3-го реального училища (1897-1906) и Военно-топографического училища (1906-1909); ВП от 16.09.1909, по экзамену, из юнкеров пожалован в подпоручики-топографы, со старшинством с 6.08.1909; прикомандирован к лейб-гвардии Павловскому полку, с 27 марта по 23 ноября 1910 – производитель топографических работ на топографической съемке Северо-Западного пограничного пространства. Покончил жизнь самоубийством (застрелился) у квартиры своей невесты в С.-Петербурге за отказ её отца на вступление в брак. ВП от 11.12.1910 исключен из списков Корпуса военных топографов.
Разведенный коллежский асессор А. Г. Тухин вторым браком с 8 (20) января 1897 женился на 33-летней шлиссельбургской мещанке, девице Марии Ивановне Любимовой, дочери старшего фельдшера Свеаборгского военного госпиталя Иоанна Любимова. Поручители по жениху: губернский секретарь Федор Васильев Альбинский и губернский секретарь Иван Павлович Киркевич, по невесте: канцелярский служащий Константин Иванович Любимов и коллежский секретарь Александр Иванович Маркусон. От второго брака дочь – Лидия Алексеевна Тухина (13.02.1898 -?). Родилась и крещена в С.-Петербурге. Восприемники: коллежский секретарь Роберт Павлович Гольцман и вдова коллежского секретаря София Алексеевна Тухина (бабушка).
- Падчерица - Аурора-Арсения Булле (29.05.1867-не ранее 1887), девица, лютеранского исповедания.

### Семейная драма
Дело о ростовщичестве стоило генералу В. А. Пашкевичу не только служебной и научной карьеры, но и стало причиной распада семьи. Не позднее лета 1893 генерал и его супруга разъехались. Э. Г. Пашкевич забрала с собой и детей. Её движимое имущество (мебель, оцененная в сумму 200 руб.), оставшееся в квартире генерала (Коломенская часть, Канонерский пер., в д. № 5), в январе 1894 продавалось с аукционного торга. Генерал Пашкевич, совместно с вдовой Т. А. фон дер Вейде, г-жой Е. В. Крамаревой и купцами Смысловыми, был совладельцем указанного доходного дома в Канонерском переулке [правая сторона] - ныне улица Пасто́рова. Часть домовладения принадлежала Елизавете Борисовне Арсеньевой, в первом браке подполковнице Квицинской,  племяннице декабриста П. И. Пестеля и вдове издателя-редактора «Петербургского листка» и «Петербургской газеты» И. А. Арсеньева.
Летом 1893 генерал В. А. Пашкевич увидел во дворе своего дома в Коломне двух играющих своих детей – сына Анатолия и дочь Валерию (Валю), и, под благовидным предлогом, увёл их со двора, спрятав раздельно: сына – в «меблированных комнатах г-жи Смирновой», дочь – у некой Шарлотты Марко.
Анатолий был разыскан мерами полиции и возвращен матери. Поиски Валерии «оставались безуспешными» и только в феврале 1894 «г-жа Пашкевич, проходя с замужней дочерью своей [Ольгой Булле-Тухиной] по Знаменской улице, на углу Гродненского переулка, встретила похищенную у нее 5-летнюю Валю с г-жой Марко. Валя, увидев мать, бросилась к ней с криками «мама, мама», и так как г-жа Марко её не отпускала, то завязалась ссора, результатов которой и явился 3-й участок Литейной части, протокол и камера мирового судьи, где как г-жа Пашкевич, так и её замужняя дочь, были приговорены к штрафу <…> По окончании этого дела, г-жа Марко возбудила против г-жи Пашкевич и г-жи Булле обвинение в самоуправстве».
Дело о самоуправстве вызвало интерес обывателей и журналистов столицы. Оно несколько раз рассматривалось в заседании мирового суда 10-го участка С.-Петербурга. При первом разбирательстве дела в числе свидетелей был и генерал В. А. Пашкевич, который заявил, что «детей он увел от жены потому, что они плохо содержались». Свидетели со стороны его жены, в т. ч. лечивший семью г-жи Пашкевич доктор О. Г. Лопатинский, напротив, утверждали о плохом содержании Вали у г-жи Марко. Из их показаний выяснилось «только неприглядное положение г-жи Пашкевич и её детей, но отнюдь не факт самоуправства со стороны обиженной матери и её дочери»
Дело закончилось штрафом г-жи Булле (дочери) за «оскорбление на словах и… нарушение порядка на улице». Мировой судья «в действиях г-жи Пашкевич не нашел ни оскорбления, ни насилия, ни самоуправства <…> и оправдал г-жу Пашкевич»